# Kohatk, Arizona
Kohatk je naseljeno područje za statističke svrhe u američkoj saveznoj državi Arizona. Prema popisu stanovništva iz 2010. u njemu je živjelo 27 stanovnika.